# Paparis
Paparis  este un oraș în Grecia în Prefectura Arcadia.